# Jakob Ernst Koch (Superintendent, 1836)

Pfarrer Jakob Ernst Koch III.

Jakob Ernst Koch, je nach Zählweise Jakob Ernst Koch (II.) oder Jakob Ernst Koch (III.), (* 23. Oktober 1836 in Wallern an der Trattnach; † 22. November 1907 ebendort) war Superintendent der evangelisch-lutherischen Diözese der Kronländer Oberösterreich, Salzburg und Tirol und der dritte Inhaber der Pfarrstelle in seiner Heimatgemeinde Wallern, die von 1782 bis 1936 ausschließlich von Mitgliedern der Familie Koch bekleidet wurde.

Jugend, Lebensmitte, Alter

## Leben
Koch war der Sohn einer im Gefolge des 1781 von Kaiser Joseph II. erlassenen Toleranzpatents nach Oberösterreich zugewanderten Nürnberger Protestantenfamilie, die in ihrer neuen Heimat auf allen Gliederungsebenen der evangelischen Kirche wirkte und maßgeblichen Einfluss auf die Entwicklung des lutherischen Glaubens in Österreich nahm. Als zweitältestes von zehn Kindern des Pastors Jakob Ernst Koch (1797–1856) und dessen Frau Nanette Burk war er für den geistlichen Stand bestimmt. Nach Absolvierung des Gymnasiums in Linz studierte er an der evangelisch-theologischen Fakultät der Universität Wien und an der Universität Rostock, wo er am 20. Oktober 1858 die Kanditatenprüfung ablegte.
Als er nach dem Tod des Vaters von der evangelischen Pfarrgemeinde in Wallern in freier Wahl zum Pastor gewählt wurde, verweigerte das Unterrichtsministerium wegen der fehlenden Großjährigkeit des Kandidaten die Bestätigung der Wahl. Der Theologe und Kirchenfunktionär Adolf von Stählin, der von den Qualitäten des Gewählten überzeugt war, erwirkte beim Kaiser jedoch eine Dispens, sodass am 16. Oktober 1859 die feierliche Installation des noch nicht 23-Jährigen zum geistlichen Oberhirten von Wallern erfolgen konnte. Dieses Amt versah Koch 48 Jahre lang mit großem Eifer. Neben den Verrichtungen, die ihm als Seelsorger oblagen, zählte die Tilgung der aus einem Kirchenbau resultierenden Schulden zu den vordringlichsten Aufgaben, denen er sich als Pfarrer und treuhändischer Verwalter des Gemeindevermögens zu stellen hatte.
Bei der am 27. September 1872 von der zuständigen Kirchengemeindeleitung in Linz vorgenommenen Neuwahl eines Seniors für das Unterländer Seniorat wurde er fast einstimmig in dieses Amt gewählt.
Am 14. November 1880 erfolgte schließlich die Wahl zum Superintendenten.
In seiner Amtszeit wurden in Oberösterreich mehrere evangelische Kirchen errichtet, unter anderem in Gmunden, Bad Ischl, Steyr und Gallneukirchen. In Tirol konnte Koch die Kirchen in Meran, Arco, Innsbruck und Bozen einweihen.
Mit dem römisch-katholischen Kooperator in Wallern Johann Ackerl geriet er anlässlich von dessen Projekt einer örtlichen Lourdesgrotte in einen publizistischen Konflikt.
1901 leitete Koch als Vorsitzender die 7. Generalsynode der Evangelischen Kirche A. B. Österreichs.
Er war Mitglied der Gesellschaft für die Geschichte des Protestantismus in Österreich und verfasste eine Geschichte der evangelischen Kirchengemeinde Wallern in Oberösterreich.
Als Mitglied im oberösterreichischen Landesschulrat (ab 1873) setzte er sich für die evangelische Volksschule ein. Mehrere Jahre hindurch wirkte er als Vorsitzender des Oberösterreichischen Zweigvereins der Gustav-Adolf-Stiftung.

## Würdigung
Jakob Ernst Koch wurde von den Zeitgenossen als idealer Seelsorger wahrgenommen. In den Nachrufen auf ihn wird die Vornehmheit seines Charakters und die Klarheit seines Urteils hervorgehoben.

## Familiäres
Seine Frau Christine Rosina Burk, die er am 20. September 1865 geheiratet hatte, war die Tochter des Herausgebers des Christboten. Sie gebar ihm zwei Söhne und drei Töchter.
Nach dem Tod Jakob Ernst Kochs folgte ihm sein Bruder Josef Friedrich Koch (Gmunden) als Superintendent nach. Von den anderen Brüdern war August Koch Stadtpfarrer in Linz und Gustav Adolf Koch Professor an der Hochschule für Bodenkultur in Wien.
Der ältere Sohn des Verstorbenen, der bis dahin seelsorglich in der Gemeinde Scharten tätig gewesene Jakob Ernst Koch (geb. 1865), übernahm die Pfarrstelle seines Vaters in Wallern und wurde später wie dieser und sein Onkel Josef Friedrich ebenfalls Superintendent.